# 英国远征军 (第二次世界大战)

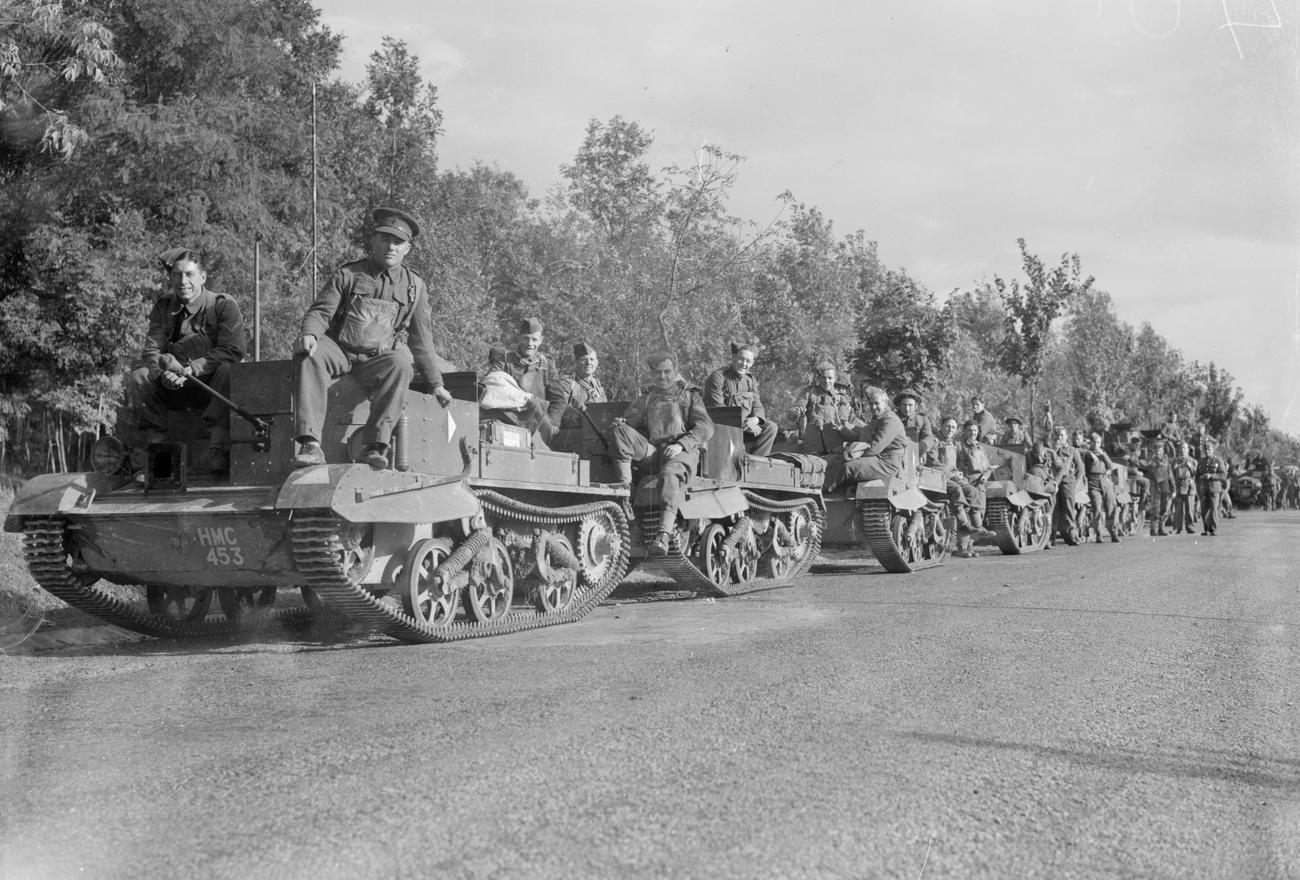
1939年在法国的英国远征军

英國远征軍（英語：British Expeditionary Force，BEF）是英國和法國於9月3日向納粹德國宣戰後於1939年派往法國的英國陸軍特遣隊，第二次世界大戰開始。英國远征軍自1939年9月2日英國远征軍總司令部成立起一直存在，直至1940年5月31日總司令部關閉，其部隊重新由本土部隊指揮。1920世紀30年代，英國政府計劃通過廢除十年規則並從1930年代初的極低戰備水平進行重新武裝來阻止戰爭。大部分額外資金都撥給了皇家海軍和皇家空軍，但計劃重新裝備少量陸軍和陸軍師，以便在海外服役。
戈特勳爵於1939年9月3日被任命為英國远征軍司令，英國远征軍於1939年9月4日開始向法國進軍。英國远征軍沿著比利時和法國邊境集結。英國远征軍駐紮在法國第一軍的左側，由東北方面軍（Front du Nord-est）的法國第一集團軍（法語：Groupe d'armées no 1）指揮。假戰期間（1939年9月3日至1940年5月9日），英國远征軍的大部分部隊都在邊境挖掘防禦工事。1940年5月10日法國戰役開始時，英國远征軍佔西線盟軍的10%。
英國远征軍參與了“代爾計劃”，迅速挺進比利時，直至代爾河一線，但在德軍在色當戰役中進一步向南突破後，第1集團軍群不得不迅速撤退，穿過比利時和法國西北部（5月12日至15日）。阿拉斯戰役（5月21日）中的局部反擊取得了相當大的戰術成功，但索姆河以北的英國远征軍、法國和比利時軍隊不久後撤退到法國北海沿岸的敦刻爾克，英國和法國比利時軍隊投降後，部隊在「迪納摩行動」（5月26日至6月4日）中撤離至英國。
薩爾部隊、第51（高地）步兵師和增援部隊已經接手了馬其諾防線的一部分進行訓練。5月10日後，該部隊與法國當地部隊作戰，然後與索姆河以南的第十集團軍以及臨時組建的博曼師和第一裝甲師一起參加阿布維爾戰役（5月27日至6月4日）。英國試圖重建英國远征軍，包括在英國訓練的本土部隊師、從法國撤離的部隊以及索姆河以南的線路或通訊部隊（非正式地稱為第二远征軍），但英國远征軍總司令本部沒有重新開放。
德國在法國的第二次進攻成功後，第2远征軍和盟軍部隊在回收行動（6月10日至13日）中從勒阿弗爾撤離，並在空中行動（6月15日至25日）中撤離法國大西洋和地中海港口，非正式截止日期為8月14日）。海軍救援了558,032人，其中包括368,491名英國士兵，但英國远征軍損失了66,426人，其中11,014人陣亡或因傷死亡，14,074人受傷，41,338人失踪或被俘。大約700輛坦克、20,000輛摩托車、45,000輛汽車和卡車、880門野戰炮和310件大型裝備、大約500門高射砲、850門反戰車炮、6,400支反戰車步槍和11,000挺機槍被遺棄。